# دائرة أغبالة
دائرة أغبالة هي إحدى دوائر إقليم بني ملال، التابع لجهة بني ملال خنيفرة، المملكة المغربية. تضم الدائرة 3 جماعات قروية، وبلغ عدد سكانها 22493 فرداً سنة 2004 حسب الإحصاء الرسمي للسكان والسكنى. يتبع للدائرة 13 مشيخة و82 دوار.

## التقسيمات الإداريّة
تعتبر دائرة أغبالة إحدى الدوائر المشكّلة لإقليم بني ملال، وهو التقسيم الإداري من المستوى الرابع المعتمد في المغرب. ينقسم إقليم بني ملال إلى 18 جماعات قروية تختلف من حيث السكان والمساحة، والتي بدورها تنقسم إلى مشيخات تضم عدداً من الدواوير.